# 全国エレクトーンサークルジョイントコンサート
全国エレクトーンサークルジョイントコンサートとは、全国の大学エレクトーンサークルを統括する非営利機構「全国エレクトーンサークルネットワーク（通称EC-net）」が開催する、エレクトーンのアンサンブルコンサートである。毎年3月の中旬から下旬にかけて、東京都内のコンサートホールにて行われる。

## 概要
全国の大学エレクトーンサークルの集大成のコンサートとして2001年から開催されている。外部向けのコンサートになったのは2003年からである。
2000年代に入ると、全国各地で大学エレクトーンサークルが設立され、全国各地のエレクトーンサークルの親睦を図ることができるコンサートの開催が待望された。2001年にヤマハエレクトーンシティ渋谷にて第1回のコンサートが行われ、これ以降1年おきに開催されている。2011年は東日本大震災の影響で、予定していた3月の開催は中止となったが、同年6月にコンサートを開催している。

## コンサートの内容
参加大学ごとに行う「各大演目」と、異なる大学のメンバーでグループを組み、演奏する「異大学アンサンブル」がある。エレクトーンの演奏だけではなく、ダンスや歌、劇などを交えた演目を行う大学も多く、このコンサートの1つの見どころとなっている。

## 過去のコンサート
| 開催年 | 開催日     | コンサートタイトル                 | 会場                                   | 参加大学 |
| ------ | ---------- | ---------------------------------- | -------------------------------------- | --- |
| 2001   |            | 集・音・奏・楽                     | ヤマハエレクトーンシティ渋谷           | |
| 2002   |            | Music Salad Bowl                   | ヤマハエレクトーンシティ渋谷           | |
| 2003   | 3月24日    | 創成 -Innovation-                  | ヤマハ銀座ホール                       | 秋田、京都、近畿、国立音楽、昭和音楽、千葉、東京農工、東京、東北三重、早稲田                                                                       |
| 2004   | 3月23日    | 響音響演                           | ヤマハ銀座ホール                       | 東京農工、近畿、京都、東京、早稲田、三重、千葉、国立音楽、東北                                                                                     |
| 2005   | 3月24日    | 虹色根音（ニジイロネオン）         | ヤマハ銀座ホール                       | 東京、秋田、専修、京都、千葉、近畿、東京農工、東北、国立音楽、名古屋音楽、早稲田                                                                   |
| 2006   | 3月23日    | 列島縦弾                           | ヤマハ銀座ホール                       | 千葉、群馬、秋田、京都、東京、農工、名古屋音楽、三重、専修、国立音楽、東京、早稲田、洗足学園音楽、東北                                             |
| 2007   | 3月23日    | 一期一音                           | 新橋ヤクルトホール                     | 近畿、東北、名古屋、東京、東京農工、千葉、国立音楽、専修、洗足学園音楽、早稲田、名古屋音楽、三重、京都                                             |
| 2008   | 3月22日    | 地球音弾化                         | 新橋ヤクルトホール                     | |
| 2009   | 3月24日    | 音コレ2009                         | 新橋ヤクルトホール                     | 洗足学園音楽、名古屋、岐阜、千葉、桜美林、東京農工、東京、秋田、京都 専修、東北、国立音楽、早稲田                                                  |
| 2010   | 3月24日    | With Glowing Music(光り輝く音楽で) | 新橋ヤクルトホール                     | 桜美林、名古屋、三重、千葉、北海道、専修、東京農工、東京、秋田、京都、国立音楽、東北、名古屋音楽、早稲田                                           |
| 2011   | 6月19日    | Music Masic                        | ヤマハエレクトーンシティ渋谷           | 法政、名古屋、埼玉、桜美林、早稲田、東京、千葉、専修、国立音楽、東京農工                                                                           |
| 2012   | 3月14日    | Next Regist                        | 新橋ヤクルトホール                     | 東京、三重、埼玉、北海道、東京農工、名古屋音楽、桜美林、専修、法政、名古屋、千葉、岐阜、中央、京都、国立音楽、東北、早稲田                         |
| 2013   | 3月20日    | 彩 -irodori-                       | 国立青少年記念オリンピックセンター     | 専修、東北、名古屋音楽、法政、国立音楽、千葉、東京農工、東京、北海道、中央、早稲田、桜美林、京都、名古屋、埼玉、岐阜、三重                         |
| 2014   | 3月18日    | オトノMix                          | 国立青少年記念オリンピックセンター     | 桜美林、大阪、岐阜、国立音楽、埼玉、専修、千葉、中央、東京、東京農工、東北、名古屋、名古屋音楽、法政、北海道、三重、立命館、早稲田                 |
| 2015   | 3月20日    | Rhythm Start                       | 国立青少年記念オリンピックセンター     | 早稲田、東京、東京農工、法政、専修、中央、千葉、埼玉、茨城、国立音楽、東京都市、東北、北海道、岐阜、名古屋、三重、京都、立命館、大阪、桜美林       |
| 2016   | 3月16日    | 旋律鳴宮                           | 国立青少年記念オリンピックセンター     | 早稲田、東京、東京農工、法政、専修、中央、千葉、埼玉、茨城、名古屋音楽、静岡文化芸術、東北、北海道、岐阜、名古屋、三重、京都、立命館、大阪、桜美林 |
| 2017   | 3 月 22 日 | CONNECT ~音でつながる～            | 国立オリンピック記念青少年総合センター | 法政、名古屋音楽、東北、大阪、桜美林、専修、千葉、立命館、中央、埼玉 京都、東京農工、茨城、北海道、名古屋、東京都市、三重、早稲田                  |
| 2018   | 3 月 14 日 | "SOUND COCKTAIL"                   | 国立オリンピック記念青少年総合センター | 三重、専修、東京都市、名古屋、大阪、東京、東京農工、埼玉、千葉、法政 京都、慶應義塾、立命館、北海道、東北、中央、早稲田                            |

## 過去の参加大学
- 北海道大学エレクトーンサークル「~Sweet~」
- 秋田大学エレクトーンサークル「響」
- 岩手県立大学エレクトーンサークル「Joyful」
- 東北大学エレクトーンサークル「MUSICA」
- 茨城大学鍵盤サークル「Kandy!」
- 群馬大学エレクトーン部
- 埼玉大学エレクトーンサークル「Affects」
- 東京大学エレクトーンクラブ
- 早稲田大学エレクトーンサークル「AUGMENT」
- 法政大学エレクトーンサークル「COSMOS」
- 中央大学エレクトーンサークル「Twinkle Notes」
- 専修大学エレクトーンサークル「OASIS」
- 桜美林大学エレクトーンサークル「Enchante」
- 東京農工大学エレクトーンサークル「音風」
- 国立音楽大学電子オルガンサークル「Melhaba」
- 洗足学園音楽大学エレクトーンサークル「源」
- 昭和音楽大学エレクトーンサークル
- 東京都市大学エレクトーンサークル「sky tone」
- 千葉大学エレクトーンサークル「えれちば」
- 静岡文化芸術大学エレクトーンサークル「Tutti」
- 名古屋大学エレクトーンサークル「WHITE COLOR」
- 名古屋音楽大学エレクトーンサークル「piu～harmony★M7～」
- 岐阜大学エレクトーンサークル「Triangle」
- 三重大学エレクトーンサークル「23-two・three」
- 京都大学エレクトーンサークル「KUES」
- 立命館大学エレクトーンサークル「三弾鍵盤」
- 大阪大学エレクトーンサークル「HANON」
- 近畿大学工学部エレクトーン部「TOCaM」